# Championnat de Suisse de hockey sur glace 1959-1960
Saison précédente Saison suivante
La saison 1959-1960 est la 51e saison du championnat de Suisse de hockey sur glace.

## Ligue nationale A

### Classement
| Clt   | Équipe             | PJ | V  | D  | N | BP | BC  | Diff | Pts |
| ----- | ------------------ | -- | -- | -- | - | -- | --- | ---- | --- |
| +001, | HC Davos           | 14 | 10 | 4  | 0 | 80 | 46  | +34  | 20  |
| +002, | Zürcher SC         | 14 | 9  | 4  | 1 | 76 | 45  | +31  | 19  |
| +003, | CP Berne           | 14 | 7  | 5  | 2 | 60 | 46  | +14  | 16  |
| +004, | Young Sprinters HC | 14 | 7  | 7  | 0 | 67 | 57  | +10  | 14  |
| +005, | HC Bâle-Rotweiss   | 14 | 7  | 7  | 0 | 62 | 65  | -3   | 14  |
| +006, | Lausanne HC        | 14 | 6  | 7  | 1 | 69 | 83  | -14  | 13  |
| +007, | HC Ambrì-Piotta    | 14 | 6  | 8  | 0 | 56 | 75  | -19  | 12  |
| +008, | HC Arosa           | 14 | 2  | 12 | 0 | 52 | 105 | -53  | 4   |

- Champion de Suisse
- En barrage de promotion/relégation LNA/LNB

 : Tenant du titre
Davos remporte le 23e titre de son histoire.

### Barrage de promotion/relégation LNA/LNB
Il se dispute le 6 mars 1960 au Schluefweg de Kloten :
- HC Arosa - HC Viège 4-6 (0-4 2-1 2-1)

Au détriment d'Arosa, Viège monte en LNA pour la première fois de son histoire.